# 乗鞍岳大量遭難事故
乗鞍岳大量遭難事故（のりくらだけたいりょうそうなんじこ）とは、1905年（明治38年）8月9日から翌日にかけて悪天候に巻き込まれ、乗鞍岳を登山中の13人が遭難、うち4人が死亡した山岳遭難事故である。記録に残る北アルプスにおける最古の山岳遭難事故でもある。

## 経緯
元々13名は集団ではなく、平湯温泉方面から昇ってきた東京府立一中の学生（小牧昌業の三男）と岐阜県南長森村の農家の息子による2人組と飛騨高山の地主の呼びかけで集まって高山方面から登ってきた11名の混成部隊からなっていた。
2人組の方は元々学生の単独行の予定であったが、平湯温泉の宿で農家の息子と知り合い、放浪癖があり若い頃に御嶽山で行者の修行も経験したという農家の息子が学生についていくことになったという。8月9日の早朝に温泉を出発したときは小雨が降っていたが四ツ岳や烏帽子山を過ぎて大丹生岳に差し掛かると野麦峠方面からの強風に晒され、更に大雨に降られた。そして桔梗ヶ原に入って、午前10時20分に岩石平地帯に差し掛かると強い風雨に晒された2人は強風に阻まれて動けなくなり、岩陰に隠れるしかなかった。
11名の方はお盆に合わせて乗鞍岳に登る目的で旗鉾に入った地主が現地で呼びかけたもので、同様の趣旨で旗鉾に来ていた学生や農夫、商店主など様々な経歴の者が参加していた。旗鉾口（現在は廃道）から登山したものの、2人組と同じく風雨に行く手を阻まれ、午後2時くらいに先行の2人組と遭遇した。
風雨に晒された13名は協議を行い、若者達を中心に「引き返した方が良い」という意見が出た。しかし、登山経験のある地主は「引き返すよりも頂上に向かう方が近いし、頂上には参詣堂も岩室もあるのでここよりは良い」と一喝した。しかし、岩陰は13人が風雨を凌ぐのには狭すぎたため、午後3時過ぎになって若い2人組が身体を温めがてら登山を続けようと先に出発した。
しかし、2人組が桔梗ヶ原の北端のやや大きく下部が抉れた岩塊を見つけた頃、学生の体調が明からに悪くなっているのが見えた。そこへ後から来た11名が追いついてきた。そして、午後5時前に頂上を目前にして雹が降り始めた。再び、13人は協議を行った。そこで、1人の50代くらいの男が声を上げた。男は船津（現在の飛驒市）の住民で若い頃に先達をしていて乗鞍岳にも20回近く登った経験があると述べた上で、「現状では頂上の参詣堂まで登り切らないと却って凍え死にする可能性がある」と主張した。しかし、前述の地主は消極論に転じて議論がまとまらず、最終的に2人組や地主を含めた5名がこのまま残り、元先達が他の7名を率いて山頂を目指すことになった。
元先達は弱った者に檄を飛ばしながら頂上までの約4キロの道を1人の脱落者を出さぬまま歩き続け、午後6時40分頃に参詣堂にたどり着くと直ちに焚火を起こした。一同は遅い食事を摂りながら体を温めることが出来たが、やはり置いてきた5名が心配だという意見が上がり、8名のうち若い2人が様子を見に行くことになった。午後7時35分に参詣堂を下り始めた2名はすぐに信じられない物を目撃する。300メートルほど下ったところに地主ともう1人の老人が目を見開いたまま事切れている姿があった。2名が事態を告げに参詣堂に戻ると、一同は再び協議をして風雨も収まらず夜も深まるとより寒さも厳しくなるということで、これ以上の外出を控えることになったが、まだ野ざらしのままの2名、そして岩陰にいる筈の3名のことを思いながらも重苦しい夜を過ごすことになった。
しかし、夜も明けないうちから、参詣堂も強風で奇妙な音を立てて板が吹き飛ぶような音もし始めた。元先達は参詣堂が倒壊すると厄介なことになると考え、風雨が続く中ではあるが早めに下りた方が良いと提案した。他の7名も体力が回復してきたこともあり、この提案に同意、翌10日午前4時半に一同は早足で山を駆け下り始めた。
地主たちの亡骸がある場所から更に500メートル下った水溜まりの中に平湯からの2人組が倒れていた。学生は既に事切れていたが、農家の若者は修験者の修行の経験があって山に慣れていたためか微かに息があるのが確認され、手当をするとしばらくして目を覚ました。更に200メートル先にはもう1名の亡骸があった。待機していた5名中4名の死亡を確認した8名は交替で生き残った農家の青年の介抱をしながら下山を続けた。幸い、午前7時頃には天候も回復し、途中の山林の木を切り倒して急増の担架を作って青年を乗せると更に平湯温泉方面に下山を続けた。また、一番若く陸上経験もあるという高山中学の学生（前夜の偵察隊の1人でもある）を一足先に平湯温泉に向かわせて危急を伝えさせた。そして、午後4時頃に平湯温泉からの救援隊と遭遇し、9名は無事帰還することが出来た。
行きずりの登山者達が好き勝手に山登りをして風雨に倒れ、生き残った者が登山経験のある元先達の男をリーダーとしたことで生き延びたに過ぎないと言える案件ではあるが、前述のように北アルプスにおける記録上最古の遭難事故であり、日本の近代登山の歴史に残る最初期の遭難事故と呼べるものであった（八甲田雪中行軍遭難事件を別格として、明治時代を通じて3件しか記録に残されていない山岳遭難事故の1つである）。